# Rastila
Rastila, švédsky Rastböle, je městská čtvrť v městském okrese Vuosaari ve Východním hlavním obvodu (Itäinen suurpiiri) města Helsinky v provincii Uusimaa v jižním Finsku. Nachází se také pobřeží zátoky Vartiokylänlahti ve Finském zálivu na pobřeží Baltského moře.

## Historie a popis
V prehistorii Rastilu pokrývalo moře. Nálezy osídlení jsou zde z doby bronzové. Nejstarší písemná zmínka o území tehdejšího panství pochází z roku 1540 pod názvem Rastböle, které bylo později známé chovem koní pro armádu. Nejvýznamnější budovou spojenou s tehdejším panstvím je bývalá správní budova Rastila manor (Rastilan kartano), která dnes složí jako restaurace v kempu Rastila (Rastilan leirintäalue). Stanice metra Rastila byla otevřena na podzim roku 1998. Byl zde také postaven jediný kemp v Helsinkách - kemp Rastila, který je vlastněný městem a patří mezi nejpopulárnější a nejlépe hodnocené ve Finsku. Nacházejí se zde také pláže vedle kempu na břehu zátoky Vartiokylänlahti. Jsou zde také postaveny bytové domy, škola, mateřská školka, parky aj.

## Galerie

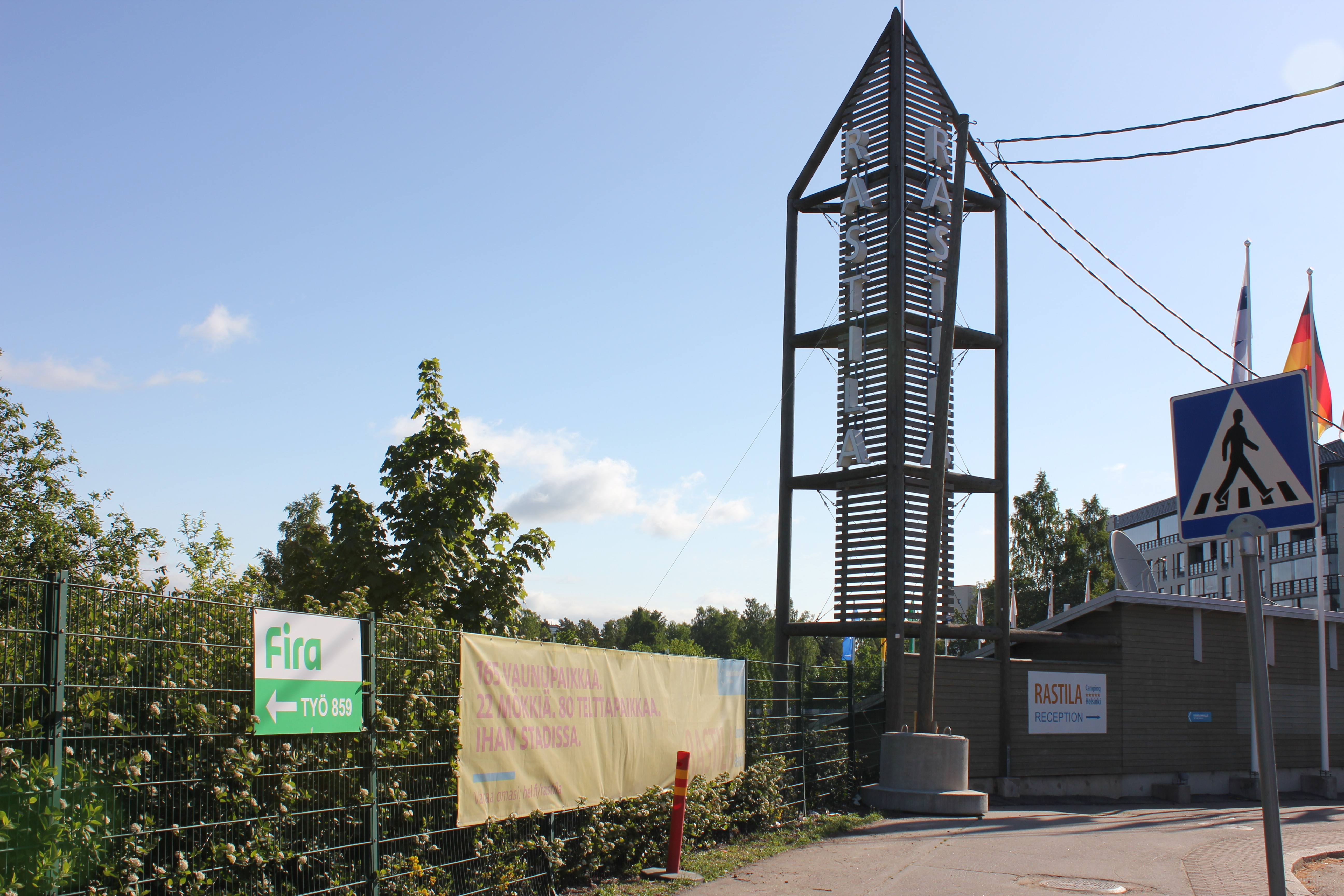
Kemp Rastila
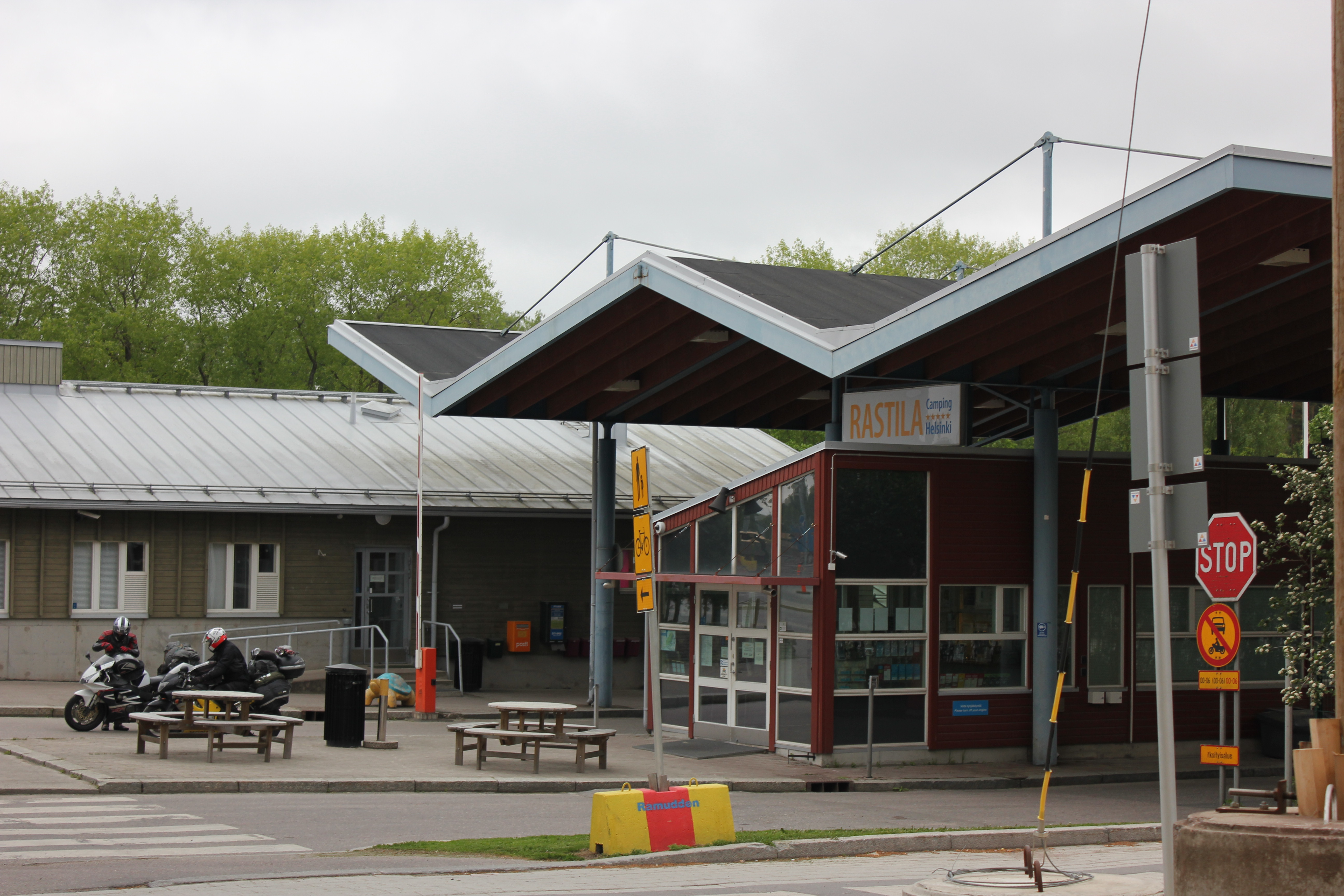
Kemp Rastila
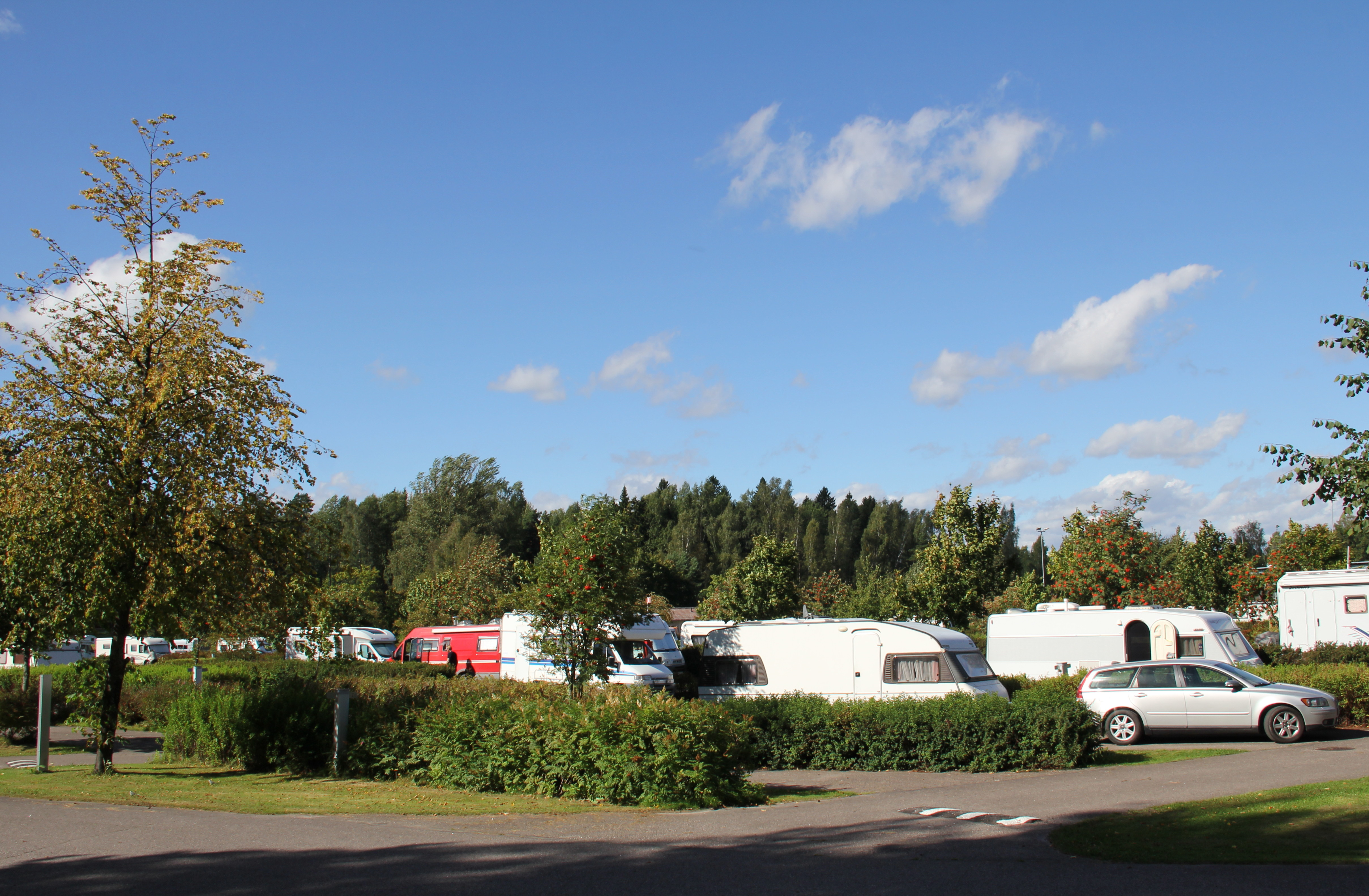
Kemp Rastila
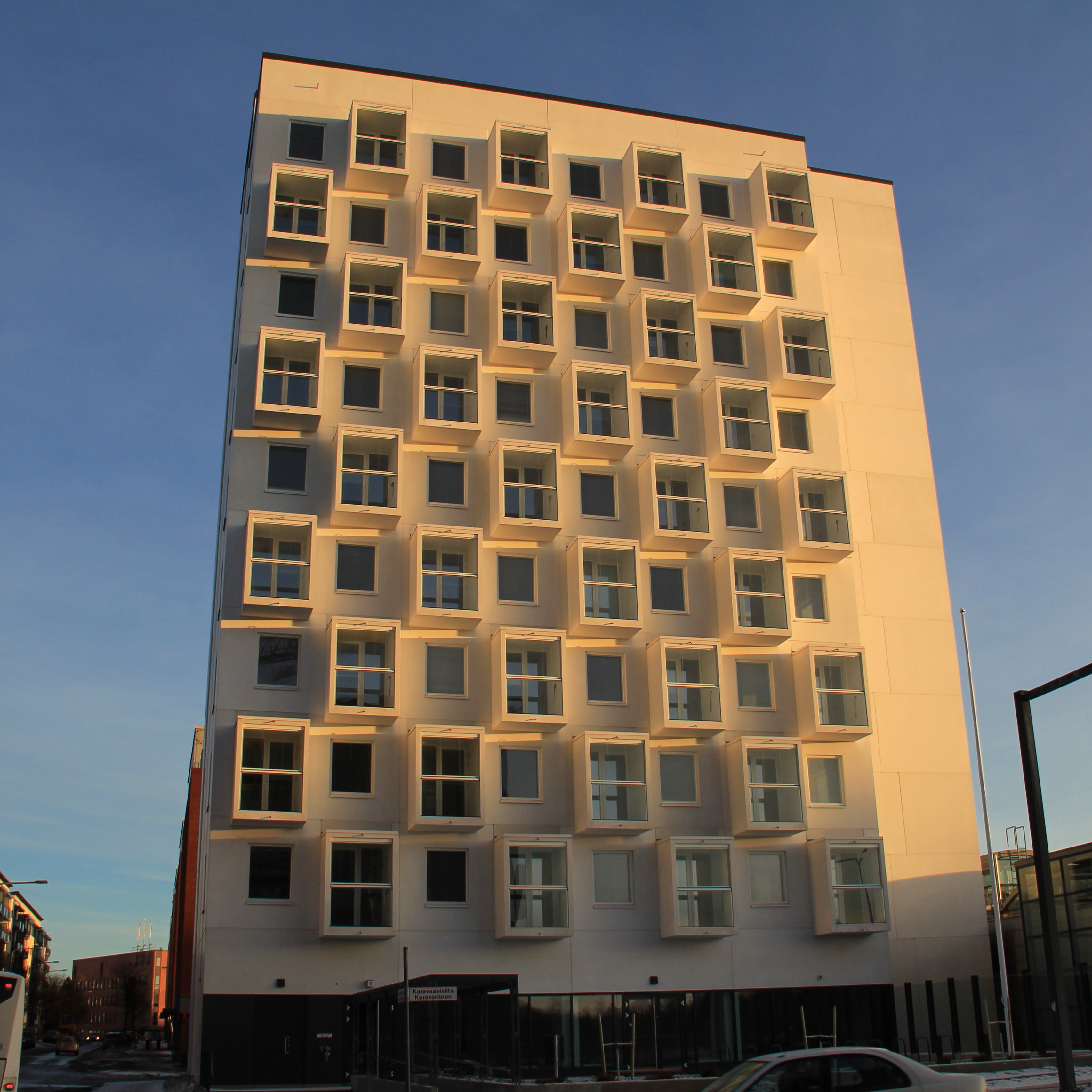
Obytný dům
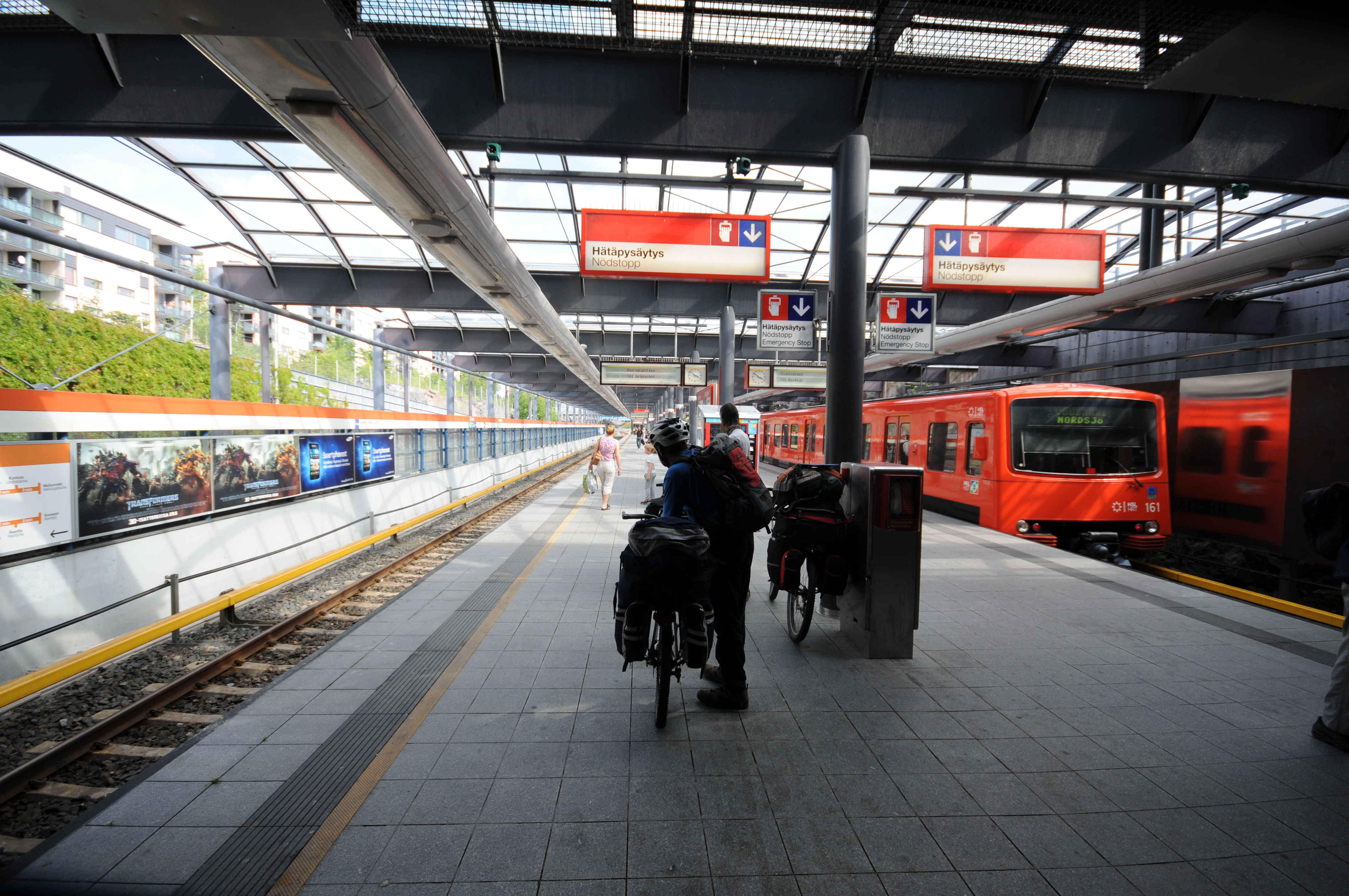
Metro
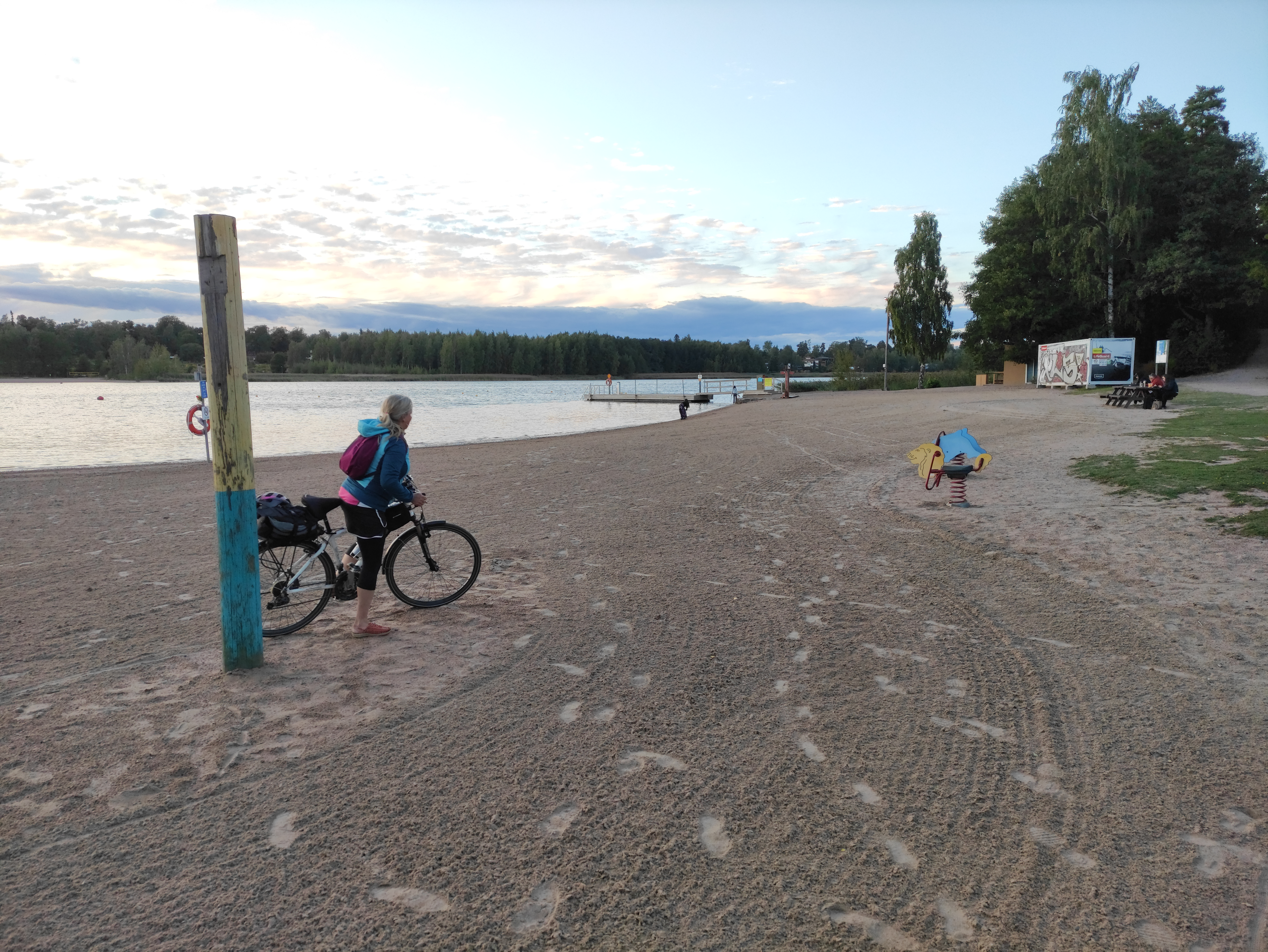
Pláž
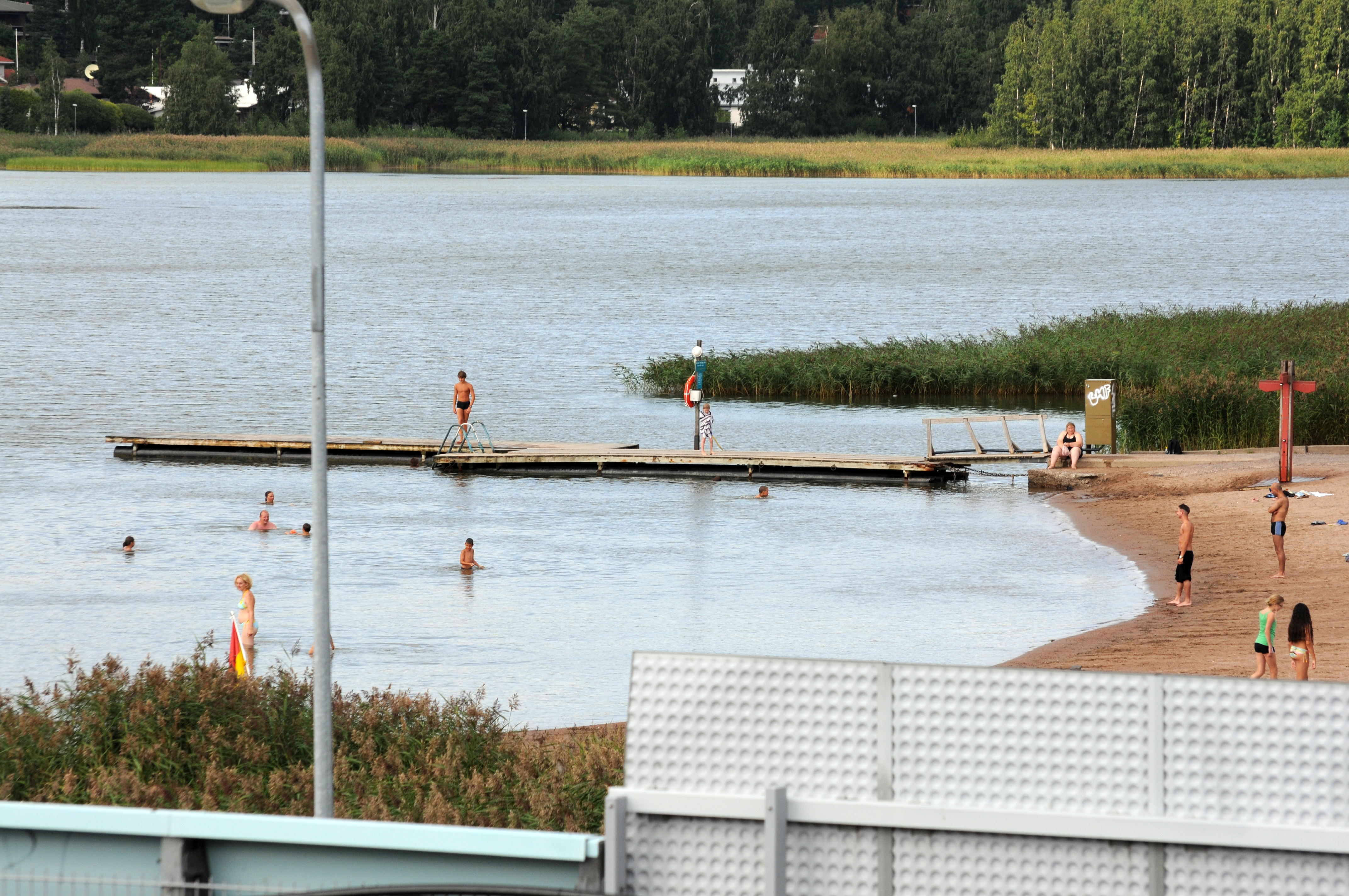
Pláž
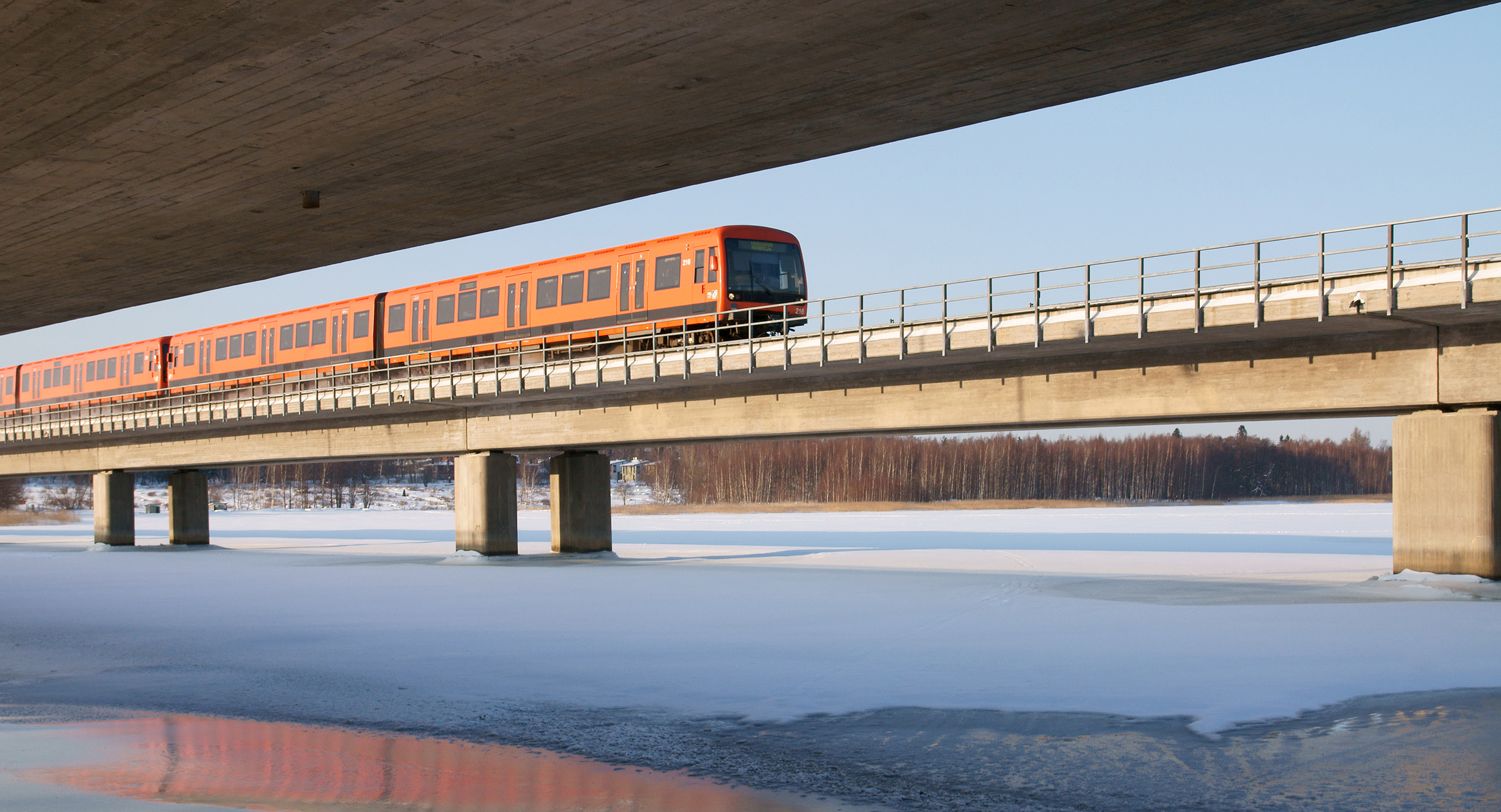
Most
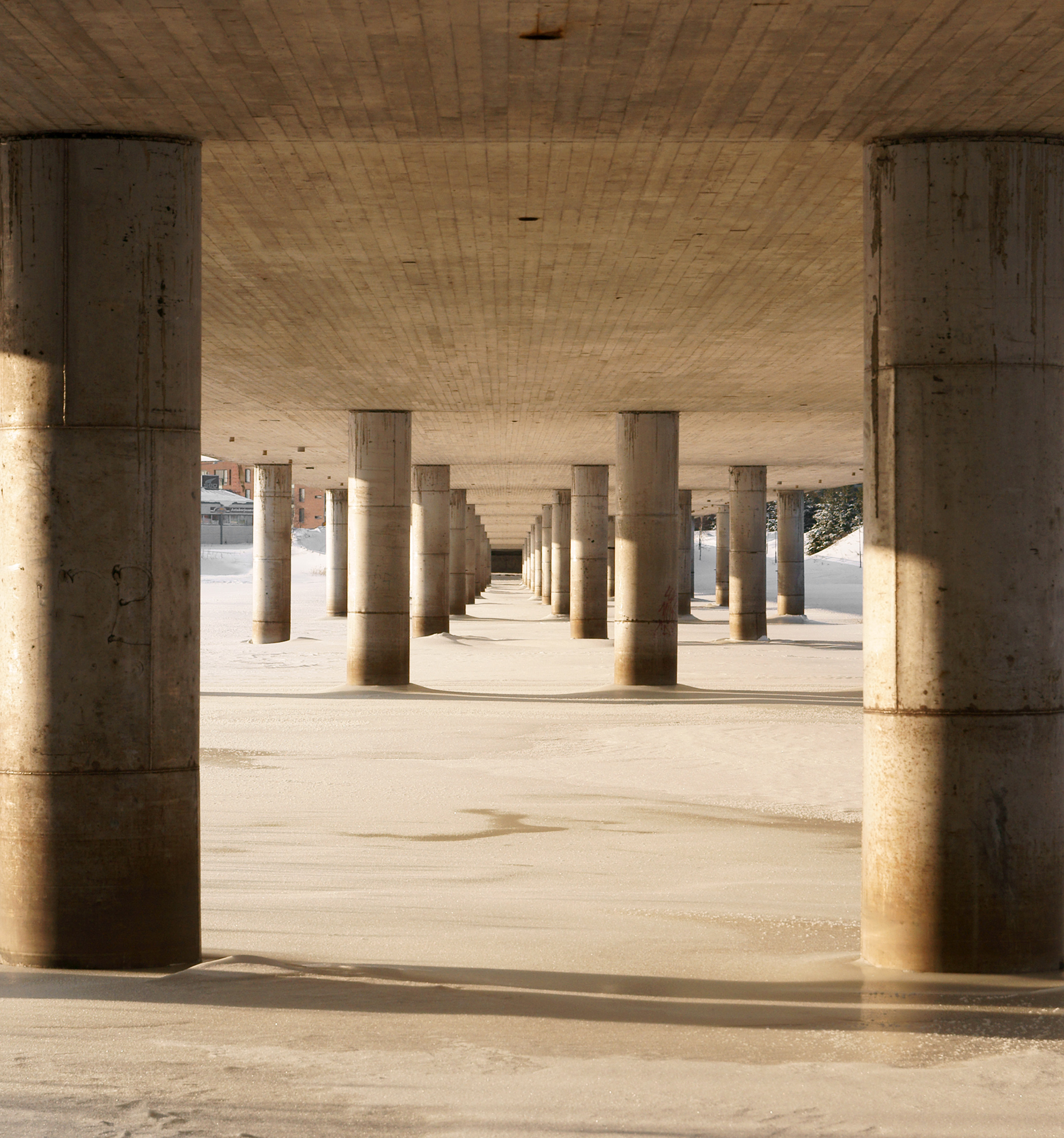
Most